# دار أبي أيوب الأنصاري
دار أبي أيوب الأنصاري تقع الدار عند الركن الجنوبي الشرقي من المسجد النبوي الشريف، وقد كانت الدار مكونة من دورين نزل فيها الرسول محمد عند وصوله المدينة، وقد مكث فيها حتى أتم بناء مسجده ودوره الشريفة.

## الموقع
تقع الدار في الناحية الجنوبية الشرقية من المسجد النبوي. ويحدها شمالاً الزقاق الضيق النافذ المعروف بزقاق الحبشة، وجنوباً دار جعفر الصادق المعروفة اليوم بدار نائب المحرم، وغرباً الطريق، وشرقاً ما وراءها من بيت البالي.

## التاريخ
صاحب الدار هو أبو أيوب الأنصاري أحد بني النجار من الخزرج وفي هذه الدار كان نزول الرسول أول مقدمه إلى داخل المدينة من قباء، وقد أقام فيها مدة تتراوح بين سبعة أشهر واثني عشر شهراً. وكان منزله من الدار بسفلها على ما رواه ابن هشام. وفي صحيح مسلم أنه انتقل بعد ذلك إلى علوها وتاريخ بناء هذه الدار مجهول. وهناك رواية تقول: إن بانيها الأول هو تبع أبو كرب حين قدومه إلى المدينة، واسمه تبان أسعد لما مر بالمدينة وترك فيها أربعمائة عالم وكتب كتاباً للنبي صلى الله عليه وسلم ودفعه إلى كبيرهم. ثم تداول الدار الملاك إلى أن صارت لأبي أيوب.
وكانت دار بني النجار أوسط دور الأنصار وأفضلها، وهم أخوال عبد المطلب بن هاشم جد النبي، أمه سلمى ابنة عمرو بن زيد بن لبيد بن خداش بن عامر بن غنم بن عدي بن النجار. وروى ابن بكار عن عبد الرحمن بن عتبة عن أبيه قال: «اختار رسول الله صلى الله عليه وسلم على عينيه فنزل وتخيره وتوسط الأنصار».
وقد انتابت الدار تطورات، فقد ذكر السهيلي في كتاب الروض الأنف أنها آلت بعد صاحبها أبي أيوب، إلى مولاه أفلح وأن أفلح هذا لم يفلح، إذ باعها بعد ما خربت، للمغيرة بن عبد الرحمن بألف دينار، وهذا قام بترميمها، وتصدق بها بعد ذلك على أهل بيت من فقراء المدينة ثم لج تاريخها في الغموض، حتى أصبحت عرصة فاشتراها الملك شهاب الدين غازي بن الملك العادل، وبناها مدرسة سميت بالمدرسة الشهابية، نسبة إليه. ثم تعطلت، وبنيت لجميع مذاهب الأئمة الأربعة كما أوقف عليها الأوقاف الكثيرة في الشام ولها في المدينة وقف من النخيل . وللمدرسة قاعتان وفيها كتب نفسية، وبعد تولي ظهير الدين مختار مشيخة المسجد النبوي، ادخل الرعب في قلوب الشرفاء والأمراء واستخلص من أيديهم أوقافاً ومنها دار المدرسة الشهابية ومن الذين أوقفوا كتبهم عليها إبراهيم بن رجب الكلابي.
ومن الذين أقاموا بها الشيخ عبد الله بن عبد الملك المرجاني صاحب كتاب بهجت النفوس والأسرار في تاريخ دار هجرة المختار، وكذلك الشيخ علي بن الحسن الواسطي والشيخ أبو الربيع سليمان العماري، والشيخ محمد بن محمد الحيدري، والشيخ أبو عبد الله القصر والشيخ أبو عبد الله محمد بن سالم الحضرمي. وممن درّسوا بها محمد والد عبد الله فرحون، وأما عبد الله بن فرحون فكان مدرساً بها بمرسوم السلطان الملك الناصر محمد بن قلاوون، ومن الذين أقاموا وتدرسوا في المدرسة محمد بن أحمد الجنيد، قدم من اليمن مهاجراً سنة 951 هـ، وكان صوفياً فأقام بها الذكر وتربية المريدين وسميت بالزاوية الجنيدية.

## إزالتها
وفي أواخر القرن الثالث عشر الهجري أعيد بناؤها بشكل مسجد مقبب ذي محراب، ، في القسم الجنوبي الغربي من دار آل البالي، وعلى جدارها الخارجي حجر منقوش فيه بحروف بارزة مذهبة ما نصه: «هذا بيت أبي أيوب الأنصاري موفد النبي عليه الصلاة والسلام في 7 سنة 1291 هـ». بقيت الدار على ماهي عليه إلى أن أزيلت عام 1407 هـ ضمن توسعة المسجد النبوي الشريف، وأصبحت من ضمن الشارع العام الذي في قبلة المسجد النبوي.